# Nina Radojčić
Nina, właściwie Danica Radojčić (cyr. Даница Радојчић, ur. 5 sierpnia 1989 roku w Belgradzie) – serbska piosenkarka, reprezentantka Serbii w 56. Konkursie Piosenki Eurowizji w 2011 roku.

## Życiorys

### Dzieciństwo i edukacja
Danica Radojčić urodziła się 5 sierpnia 1989 roku w Belgradzie. Ma starszego brata Stefana. W wieku 6 lat zaczęła grać na fortepianie oraz uczęszczała na dodatkowe zajęcia taneczne. Po ukończeniu szkoły średniej rozpoczęła studia farmaceutyczne na Uniwersytecie w Belgradzie.

### Kariera
Występowała też w różnych klubach wraz z zespołem Legal Sex Department. Za swoje muzyczne inspiracje uważa „Duffy, Muse i innych artystów popowych i alternatywnych”.
W 2011 Nina wzięła udział w krajowych eliminacjach eurowizyjnych z utworem „Čaroban” autorstwa Kristiny Kovač, która zaproponowała Radojčić nagranie swojej piosenki po znalezienie artystki na YouTube. Pod koniec lutego piosenkarka wygrała finał selekcji, dzięki czemu reprezentowała Serbię podczas 56. Konkursu Piosenki Eurowizji. W marcu nagrała angielskojęzyczną wersję eurowizyjnego utworu – „Magical”, a 9 kwietnia wystąpiła podczas koncertu promocyjnego Eurovision in Concert w Amsterdamie wraz z 18 innymi uczestnikami konkursu. 10 maja Nina wystąpiła jako szósta w kolejności w pierwszym półfinale widowiska i z ósmego miejsca awansowała do finału, w którym wystąpiła jako 24. w kolejności i uplasowała się na 14. miejscu z 85 punktami na koncie. Na scenie towarzyszył jej chórek złożony z Sanji Bogosavljević, Tijany Bogićević i Saški Janković.
W czerwcu 2011 roku Nina ogłosiła, że nakładem wytwórni PGP RTS ukaże się jej debiutancki album. W październiku piosenkarka była gościem słoweńskich eliminacji eurowizyjnych Misija Eurovizija, w którym wraz z Mają Keuc wykonała utwór „I'm Outta Love” Anastacii.